# Divino afflante Spiritu
Divino afflante Spiritu (o właściwym rozwoju studiów biblijnych) – encyklika papieża Piusa XII opublikowana 30 września 1943.
Okazją do wydania encykliki była pięćdziesiąta rocznica encykliki Providentissimus Deus opublikowanej przez papieża Leona XIII w 1893. Pius XII opisuje zmiany w wiedzy o Biblii, jakie nastąpiły na skutek odkryć archeologicznych i rozwoju nauki.
Od czasów soboru trydenckiego, katolickie przekłady Biblii opierano zwykle na łacińskiej Wulgacie, czyli tekście wykorzystywanym w liturgii. Tekstów oryginalnych (hebrajskich, aramejskich i greckich) używano wyłącznie do wyjaśniania znaczenia łacińskiego tekstu.
W encyklice papież podkreślił wagę dokładnego studiowania języków oryginalnych, oraz innych języków starożytnych, które mają pozwolić na lepsze zrozumienie natchnionego autora.
Jeżeli zatem zna się sposoby wyrażania i pisania właściwe starożytnym i osądza się je należycie, wówczas można odpowiedzieć na wiele zarzutów przeciw prawdomówności i wiarogodności ksiąg św. Równie korzystne jest rozpatrywanie tego zagadnienia celem głębszego oraz jaśniejszego zrozumienia myśli natchnionego pisarza.
Krytykuje też badaczy, którzy unikali dotąd analizy źródeł starożytnych:
Pożałowania godną rzeczą jest, że niektórym z naszych pisarzy nieznane są skarby chrześcijańskiej starożytności, a również że przedstawiciele historii egzegezy nie uczynili jeszcze wszystkiego, co potrzebne jest do właściwego zbadania i należnej oceny tak ważnej dziedziny.
Encyklika Divino afflante Spiritu stała się punktem wyjścia do zmian w podejściu do tłumaczeń Biblii w Kościele katolickim. Po II wojnie światowej w poszczególnych krajach ukazały się nowe przekłady bezpośrednio z języków oryginalnych: np. Biblia jerozolimska (Francja, 1948-1954) i Biblia Tysiąclecia (Polska, 1965).
Kierunek wytyczony przez encyklikę podtrzymała Konstytucja o Objawieniu Bożym Dei Verbum wydana przez Sobór watykański II.